# فطيرة يقطين
فطيرة اليقطين (بالإنجليزية: Pumpkin pie)‏ هي من الحلويات المميزة خاصّة في أميركا حيث يكثر تحضيرها وخصوصا خلال عيد الشكر.